# Sinfonía n.º 58 (Haydn)

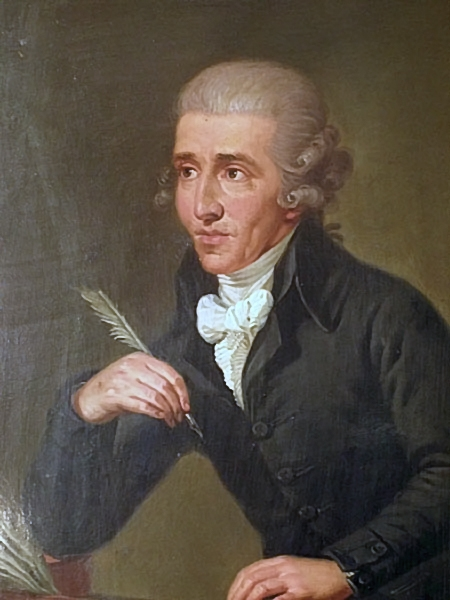
Haydn hacia 1770.

La Sinfonía n.º 58 en fa mayor, Hob. I:58 fue compuesta por Joseph Haydn en algún momento entre 1766 y 1768.

## Historia
La producción sinfónica del maestro austríaco puede dividirse a grandes rasgos en tres bloques temporales: el primer bloque (1757-1761) se corresponde con su periodo al servicio del conde Carl von Morzin (n.º 1 - n.º 5); el segundo bloque en la corte Esterházy (1761-1790 pero con la última sinfonía para el público de Esterházy en 1781); y el tercer bloque (1782-1795) comprende las Sinfonías de París (n.º 82 - n.º 87) y las Sinfonías de Londres (n.º 93 - n.º 104). El 1 de mayo de 1761 el compositor firmó su contrato como vice-kapellmeister (más tarde kapellmeister) de la familia Esterházy, que nominalmente duró 48 años, hasta su muerte.
La composición de esta pieza se desarrolló en algún momento entre 1766 y 1768. Ciertamente no fue escrita después de 1774, fecha a partir de la cual los rasgos de esta sinfonía quedaron desfasados. La numeración convencional de esta pequeña y ordenada sinfonía resulta engañosa. Todo indica que fue escrita en 1768, poco después de que Haydn se convirtiera en Kapellmeister de la corte musical del príncipe Nicolás Esterházy. Se trata de una obra modesta y sin pretensiones, no relacionada con ninguna ocasión especial conocida y, por lo tanto, probablemente representa el tipo de música relajada que era habitual en una velada ordinaria en Eisenstadt o Eszterháza, las dos residencias principales del príncipe Nicolás.

## Instrumentación
La partitura está escrita para una orquesta formada por:
- Viento madera: 2 oboes y 1 fagot.
- Viento metal: 2 trompas (en la alto).
- Cuerda: una sección de cuerdas con 2 violines, viola, violonchelo y contrabajo.
- Teclado: clavecín como bajo continuo.

En aquella época se solía emplear un fagot para amplificar la voz del bajo, incluso sin una notación separada. En cuanto a la participación del clavecín como bajo continuo en las sinfonías de Haydn existen diversas opiniones entre los estudiosos: James Webster se sitúa en contra; Hartmut Haenchen a favor; Jamie James en su artículo para The New York Times presenta diferentes posiciones por parte de Roy Goodman, Christopher Hogwood, H. C. Robbins Landon y James Webster. A partir de 2019 la mayor parte de las orquestas con instrumentos modernos no utiliza el clavecín como continuo. No obstante, existen grabaciones con clavecín en el bajo continuo realizadas por: Trevor Pinnock (Sturm und Drang Symphonies, Archiv, 1989-1990); Nikolaus Harnoncourt (n.º 6–8, Das Alte Werk, 1990); Sigiswald Kuijken (incluidas las Sinfonías de París y Londres; Virgin, 1988-1995); Roy Goodman (Ej. n.º 1-25, 70-78, 82-87; Hyperion, 2002).

## Estructura y análisis
La sinfonía consta de cuatro movimientos:
- I. Allegro, en fa mayor 3
4
- II. Andante, en si bemol mayor 2
4
- III. Menuet alla zoppa. Un poco allegretto – Trio, en fa mayor 3
4
- IV. Finale. Presto, en fa mayor 3
8

La interpretación de esta obra dura aproximadamente entre 20 y 25 minutos. Esta sinfonía parece progresar desde la normalidad hasta la excentricidad.

### I.Allegro
El primer movimiento, Allegro, está escrito en la tonalidad de fa mayor, en compás de 3/4 y sigue la forma sonata. El movimiento de apertura es francamente convencional y bastante bello. En comparación con los mejores movimientos sinfónicos de Haydn de la época, es menos digno de mención, pero si lo comparamos con la serie habitual de sinfonías de cámara austro-alemanas, la comparación es bastante buena. El tema del Allegro es, insólitamente para Haydn, cantabile sostenido y redondeado con firmeza al final. La energía y el impulso se reservan para el segundo tema en la dominante y la segunda parte del desarrollo, cuya primera parte muestra el motivo principal cantabile bajo una nueva luz, en parte jocosa. Según Brown el carácter del movimiento inicial recuerda mucho a un minueto y puede considerarse como un "minueto expandido". Brown ha comentado además que la naturaleza en general de la obra se parece mucho a una suite dado que los cuatro movimientos son danzables.

### II.Andante
El segundo movimiento, Andante, está en si bemol mayor y en compás de 2/4. El movimiento lento presenta una forma binaria redondeada. Comienza de manera extraña con un tema de nueve compases, que el resto del movimiento desarrolla con profusión.

### III.Menuet alla zoppa. Un poco allegretto – Trio
El tercer movimiento, Menuet alla zoppa. Un poco allegretto – Trio, está en fa mayor y en compás de 3/4. Es particularmente inventivo e ingenioso. En el minueto la peculiar indicación "alla zoppa" significa literalmente "cojeando". Haydn logra este efecto de cojera mediante un ritmo con puntillo apoyado con todo tipo de patrones asimétricos. El compositor impulsa este ritmo de manera constante, tanto dentro como fuera del pulso. La indicación alude a las constantes notas largas en el segundo pulso del compás. Cabe destacar la sutil broma de variar el primer compás "normal" en su retorno, cuatro compases más tarde. En la obra para barítono, el trío en modo menor está marcado "al contrario", presumiblemente para señalar el contraste entre su ductus legato y su fraseo regular de cuatro compases y el minueto. También es notable el pedal de trompa, que suena de forma disonante a través de las armonías cambiantes de las cuerdas. El minueto posee la misma sustancia musical que el Trío Baryton para viola di bordone en re mayor, Hob. XI:52. Su fraseo es regular. El trío es un salvaje ejercicio de sonidos balcánicos.

### IV.Finale. Presto
El cuarto y último movimiento, Finale. Presto, retoma la tonalidad inicial, el compás es 3/8 y también responde a la forma sonata. El rápido Finale contiene una idea especialmente audaz que se repite. Es un unísono repentino que resulta chocantemente fuera de tono. Se basa en un motivo fuera de pulso que resulta rítmicamente difícil de escuchar. Más tarde, la excentricidad se vuelve omnipresente, con súbitas pausas y arranques, cambios dinámicos y cromatismos.